# Чемпионат России по боксу 2010
Чемпионат России по боксу 2010 года проходил в городе Санкт-Петербурге с 16 по 25 сентября.

## Медалисты
| Весовая категория | Золото              | Серебро          | Бронза                                  |
| ----------------- | ------------------- | ---------------- | --------------------------------------- |
| до 49 кг          | Давид Айрапетян     | Бэлик Галанов    | Дмитрий Артёмкин Александр Самойлов     |
| до 52 кг          | Михаил Алоян        | Георгий Балакшин | Вячеслав Ташкараков Владимир Никитин    |
| до 56 кг          | Дмитрий Полянский   | Эдуард Абзалимов | Сергей Водопьянов Вислан Далхаев        |
| до 60 кг          | Ильдар Ваганов      | Альберт Селимов  | Максим Дадашев Леонид Костылёв          |
| до 64 кг          | Александр Соляников | Максим Игнатьев  | Авак Узлян Артём Зайцев                 |
| до 69 кг          | Андрей Замковой     | Пётр Хамуков     | Магомедкамиль Мусаев Сухраб Шидаев      |
| до 75 кг          | Артём Чеботарёв     | Максим Газизов   | Гамзат Газалиев Дмитрий Бивол           |
| до 81 кг          | Егор Мехонцев       | Никита Иванов    | Евгений Тищенко Шамиль Маташев          |
| до 91 кг          | Павел Никитаев      | Артур Бетербиев  | Абдулхамид Нурмагомедов Сергей Калчугин |
| свыше 91 кг       | Сергей Кузьмин      | Виталий Кудухов  | Магомед Омаров Нияз Файзуллин           |